# San Antonio (Copán)
San Antonio – gmina (municipio) w zachodnim Hondurasie, w departamencie Copán. W 2010 roku zamieszkana była przez ok. 10,6 tys. mieszkańców. Siedzibą administracyjną jest miejscowość San Antonio.

## Położenie
Gmina położona jest w północnej części departamentu. Graniczy z 4 gminami:
- Florida od północy i wschodu,
- San Nicolás od południowego wschodu,
- San Jerónimo od południa,
- El Paraíso od zachodu.

## Miejscowości
Według Narodowego Instytutu Statystycznego Hondurasu na terenie gminy położone były następujące wsie:

- San Antonio
- Concepción
- El Ocotón
- La Reina
- La Zumbadora
- Loma Ancha
- Peña Blanca
- Pueblo Nuevo
- Quebrada Grande
- QuebradaHonda
- San Joaquín
- San Luis
- San Raimundo
- Tierra Colorada

## Demografia
Według danych honduraskiego Narodowego Instytutu Statystycznego na rok 2010 struktura wiekowa i płciowa ludności w gminie przedstawiała się następująco:
| Wiek        | 0–3   | 4–6   | 7–12  | 13–17 | 18–24 | 25–64 | 65+ | razem  |
| San Antonio | 1 376 | 1 109 | 1 982 | 1 207 | 1 249 | 3 235 | 406 | 10 562 |
| Mężczyźni   | 702   | 574   | 1 099 | 642   | 702   | 1 664 | 194 | 5 577  |
| Kobiety     | 674   | 534   | 883   | 565   | 547   | 1 571 | 212 | 4 986  |